# Echekrates z Fliuntu
Echekrates z Fliuntu (Ἐχεκράτης; IV wiek p.n.e.) - jeden z trzech (obok Echekratesa z Tarentu i Echekratesa z Lokroi) pitagorejczyków o tym imieniu wymienionych przez Jamblicha w De vita pythagorica. Żył współcześnie z Arystoksenosem Perypatetykiem. Według Diogenesa Laertiosa był uczniem pitagorejczyków Filolaosa z Tarentu i Eurytosa, należał też do ostatniego pokolenia pitagorejczyków, którzy osobiście znali Pitagorasa [Diog. Laert. VIII 46]. Prócz Jamblicha i Diogenesa Laertiosa wymieniają go Aulus Gelliusz i Platon, który uczynił Echekratesa jednym z bohaterów dialogu Fedon. 
W Fedonie Echekrates nie występuje jako bohater głównej części dialogu, ale jako rozmówca Fedona, który relacjonuje mu ostatnie chwile życia Sokratesa. Rozmowa Echekratesa z Fedonem stanowi więc część typowej dla dialogów Platońskich konstrukcji ramowej. Echekrates wypytuje się Fedona o śmierć Sokratesa, bo dowiedział się o procesie i skazaniu, nie zna jednak szczegółów. Jest przyjazny Sokratesowi, a demokracja budzi w nim odrazę.
Echekrates z Tarentu bywa utożsamiany z Echekretesem z Lokroi wymienionym prócz przekazu Jamblicha przez Cycerona [Cic. De fin. V, 29]. Utożsamienia tekiego dokonuje Władysław Witwicki w swoim wstępie do Fedona. Witwicki domyśla się, że Echekrates pochodził z italskiego Lokroi, a w czasie, w którym toczy się dialog, mieszka we Fliuncie dopiero od niedawna. Motwyuje to tym, że Echekrates z Fedona nie zna dokładnie zwyczajów i stosunków panujących w Grecji Właściwej, a we Fliuncie osiadł prawdopodobnie dlatego, że była to ojczyzna przodków Pitagorasa.